# Kuriń
Kuriń (ukr. Курінь) – wieś na Ukrainie, w obwodzie czernihowskim, w rejonie niżyńskim, w hromadzie Bachmacz. W 2001 liczyła 4015 mieszkańców, spośród których 3966 wskazało jako ojczysty język ukraiński, 45 rosyjski, 3 białoruski, a 1 inny.